# Gotelón II de Baja Lotaringia
Gotelón II (también Gozelo) (1008-1046), llamado indistintamente el cobarde, el Holgazán, el Indolente, o el Vago (Latín ignavus), a menudo se le menciona como duque de Baja Lorena después de la muerte de su padre Gotelón I, duque tanto de la Alta como de la Baja Lorena (1044) hasta su propia muerte en 1046.
Cuando Gotelón I murió en 1044, Godofredo III, su hijo mayor, quien había sido cogobernante en la Baja Lorena durante algunos años, el emperador Enrique III no le entregó la Baja Lorena. Enrique primero amenazó con entregar la Baja Lorena al segundo hijo Gotelón (no conocido por su valor o competencia y quien quizás fue deficiente mental). Godofredo se rebeló y fue apresado. Enrique nombró a Federico de Luxemburgo para que le sucediera en la Baja Lorena.
La fecha de la muerte de Gotelón II ha sido disputada. La homonimia entre el padre y el hijo y la imprecisión de los documentos (incluyendo el hecho de que no todos lo mencionan) han hecho que su papel en el ducado de la Lorena Inferior fuera objeto de debate.
| Predecesor: Gotelón I | Duque de Baja Lorena 1044 - 1046 | Sucesor: Federico |

- Datos: Q571179